# James Albert Murray
James Albert Murray (* 5. Juli 1932 in Jackson, Michigan; † 5. Juni 2020 in Kalamazoo, Michigan) war ein US-amerikanischer Geistlicher und römisch-katholischer Bischof von Kalamazoo.

## Leben
James Albert Murray studierte am Sacred Heart Seminary in Detroit, dem St. John Seminary in Plymouth, Michigan, und der Katholischen Universität von Amerika in Washington, D.C. Am 7. Juni 1958 empfing er die Priesterweihe für das Bistum Lansing. Dort wirkte er zunächst als Gemeindepfarrer und wurde 1968 Kanzler der Diözese, was er bis 1997 blieb. Ab 1972 war Murray zusätzlich Kaplan des Lansing Police Department. Papst Johannes Paul II. ernannte ihn 1993 zum Päpstlichen Ehrenprälaten.
Papst Johannes Paul II. ernannte ihn am 18. November 1997 zum Bischof von Kalamazoo. Der Erzbischof von Detroit, Adam Joseph Kardinal Maida, spendete ihn am 27. Januar des nächsten Jahres die Bischofsweihe; Mitkonsekratoren waren Paul Vincent Donovan, emeritierter Bischof von Kalamazoo, und Carl Frederick Mengeling, Bischof von Lansing.
Am 6. April 2009 nahm Papst Benedikt XVI. Murrays altersbedingten Rücktritt an.

## Einzelnachweis
1. ↑  Catholics mourning death of Kalamazoo Bishop Emeritus James A. Murray

| Vorgänger              | Amt                             | Nachfolger          |
| ---------------------- | ------------------------------- | ------------------- |
| Alfred John Markiewicz | Bischof von Kalamazoo 1997–2009 | Paul Joseph Bradley |

| Personendaten    | Personendaten                                                             |
| ---------------- | ------------------------------------------------------------------------- |
| NAME             | Murray, James Albert                                                      |
| ALTERNATIVNAMEN  | Murray, James; Murray, James A.                                           |
| KURZBESCHREIBUNG | US-amerikanischer Geistlicher, römisch-katholischer Bischof von Kalamazoo |
| GEBURTSDATUM     | 5. Juli 1932                                                              |
| GEBURTSORT       | Jackson, Michigan, Vereinigte Staaten                                     |
| STERBEDATUM      | 5. Juni 2020                                                              |
| STERBEORT        | Kalamazoo, Michigan, Vereinigte Staaten                                   |